# Drogeo

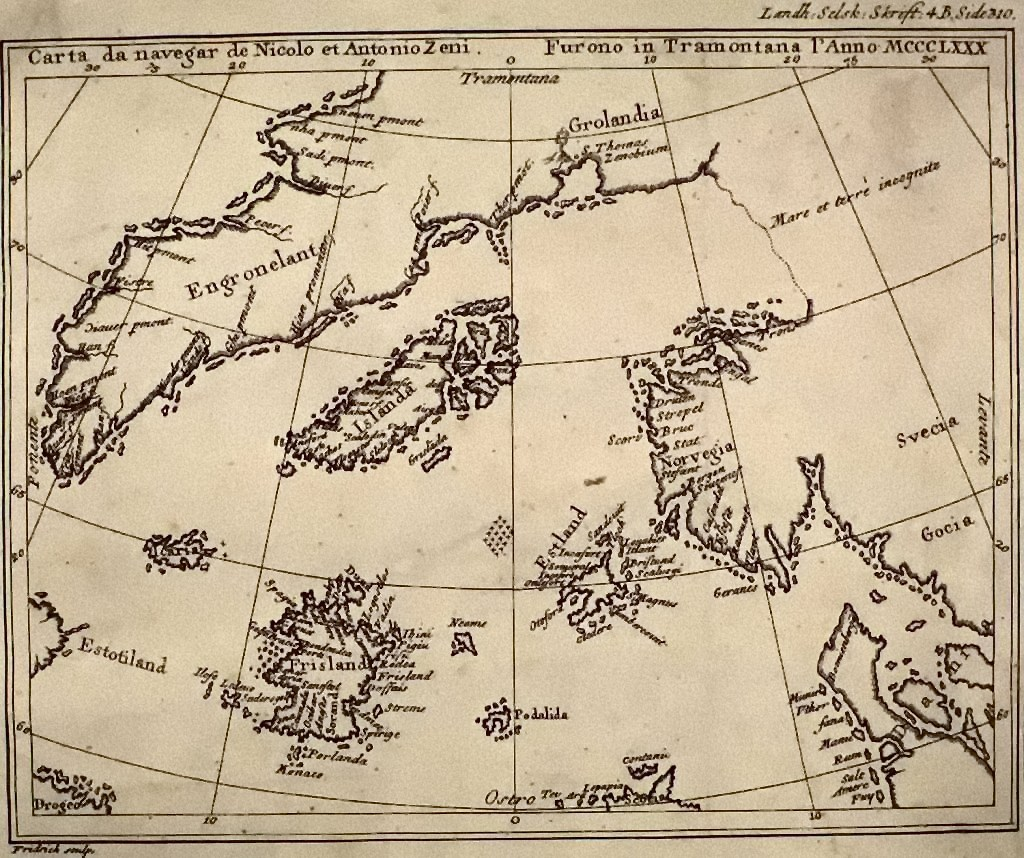
Zeno-Karte von 1558 (Faksimile); Drogeo unten links

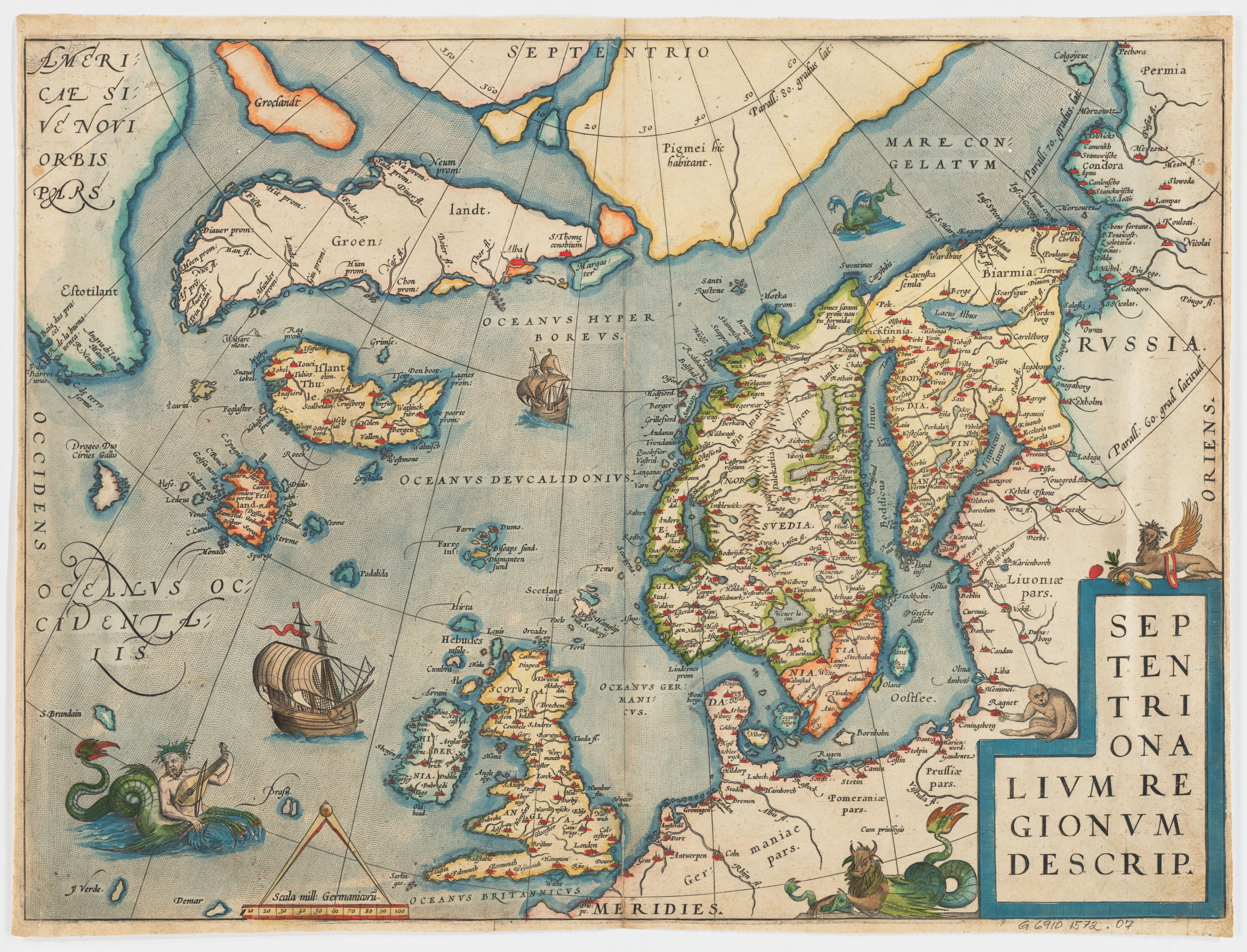
Ortelius-Karte von 1603; Drogeo Bildmitte links

Drogeo, auch Drogio oder Droceo, ist eine Phantominsel, die auf der Karte der Brüder Zeno aus dem Jahr 1558 und einigen nachfolgenden Kartenwerken des 16. Jahrhunderts abgebildet ist. Sie soll im Nordatlantik südöstlich von Grönland (Engronelant) und südwestlich der Phantominsel Frisland (möglicherweise identisch mit Island:115 oder  den Färöern:IX) liegen. Angeblich war Drogeo von wilden Kannibalen bewohnt.

## Hintergrund
Im Jahr 1380 unternahm der venezianische Adlige und Fernhändler Nicolò Zeno (der Ältere) eine Seereise in den Nordatlantik. Der Erzählung nach havarierte sein Schiff in einem schweren Sturm auf der Insel Frisland. Dort traf Zeno auf den Herrscher der Insel mit Namen Zichmni, zu dessen Berater er aufstieg. Nicolò Zeno sandte einen enthusiastischen Brief nach Venedig an seinen Bruder Antonio, der daraufhin ebenfalls nach Frisland reiste. Beide lebten hoch angesehen viele Jahre in Zichmnis Reich. Nach Nicolos Tod übernahm Antonio Zeno dessen Stellung am Hof, kehrte jedoch einige Jahre später nach Venedig zurück.
Die Schilderung dieser Ereignisse geht zurück auf mehrere Briefe, die Antonio Zeno aus Frisland an Carlo Zeno, den dritten Bruder, nach Venedig geschrieben hatte. Die Briefe und  Zenos Karte des Nordatlantiks sind im Original nicht erhalten geblieben. Ein Nachfahre von Antonio Zeno, Nicolò Zeno (der Jüngere), stellte den Reisebericht aus in der Familie tradierten Erzählungen und  Fragmenten der Briefe zusammen. Das Werk erschien 1558 – fast zweihundert Jahre nach den Ereignissen – unter dem Titel: De i Commentarii delj Viaggio in Persia di M. Catermo Zeno il K. & delle guerre fatte nel’ Imperio Persiano […] bei Francesco Marcolini in Venedig. Das Buch enthält im Anhang auch eine Kupferstich-Karte mit dem Titel 
CARTA DA NAVEGAR DE NICOLO ET ANTONIO ZENI FVRONO IN TRAMONTANA L`ANNO MCCCLXXX 
(Seekarte von Nicolo und Antonio Zeni, [die] im Jahr 1380 im Norden waren), die angeblich aus dem alten und verblassten Original rekonstruiert worden ist.:99 Unter dem Untertitel (→ Seite 45 (recto))

„Delo scoprimetito del l´Isole Frislanda, Eslanda, Engroueland, Estotilanda, & Icaria, fatto per due fratelli Zeni M. Nicolò il Caualiere, & M. Antonio Libro Vno col disegno di dette Isole
Von der Entdeckung der Inseln Frisland, Esland, Engroneland, Estotiland und Ikaria durch die beiden Zeni-Brüder, M. Nicolò, der Ritter, und M. Antonio. Erstes Buch mit einer Zeichnung der besagten Inseln,“

sind die Erlebnisse der beiden Zeno-Brüder geschildert. Darin eingebettet ist eine Geschichte der Abenteuer einiger Fischer von der Insel Frisland, die ein alter Mann den Zeno-Brüdern erzählt hatte.

## Die Erzählung der Fischer
26 Jahre zuvor waren angeblich vier Fischerboote von Frisland in See gestochen und gerieten in einen schweren Sturm. Eines der Boote wurde auf die Insel Estotiland (möglicherweise identisch mit Neufundland oder Labrador:122 oder der Nordostküste der heutigen USA:72) getrieben und havarierte. Der König von Estotiland ließ die sechs Männer der Besatzung gefangen nehmen und in eine prächtige Stadt bringen. Obwohl die Städter eine unbekannte Sprache verwendeten und seltsame Schriftzeichen hatten, sprach einer von ihnen Latein und konnte sich mit den Fischern verständigen. Mit der Zeit genossen die unfreiwilligen Besucher so großes Ansehen, dass der König sie mit einer besonderen Aufgabe betraute:

„Per ilce questi pescatori furono in gran pregio si che il Re li spedi con dodici navigli verso Ostro nel paese che essi chiamano Drogio; ma nel viaggio hebbero cosi gran fortuna che si tenenuano per perduti; turtavia fuggita una morte crude diedero di petto in una crudelissima; perciò che presi nel paese furono la piu parte da quelli feroci popoli mangiati cibandosi esi di carne humana che tengono per molto saporita uiuanda.
Diese Fischer waren so sehr geschätzt, dass der König sie mit zwölf Schiffen in den Süden schickte, in das Land, das sie Drogio nennen. Auf der Reise erlitten sie jedoch ein so großes Schicksal, dass man sie für verschollen hielt. Nachdem sie jedoch einem grausamen Tod entgangen waren, erlitten sie einen noch grausameren. Als sie auf dem Land gefangen genommen wurden, wurden die meisten von ihnen von jenen wilden Leuten gefressen, die sich von Menschenfleisch ernährten, das sie für sehr schmackhaft hielten.“

Doch einer der Fischer wurde verschont, weil er den Bewohnern beibrachte, wie man Fische mit Netzen fängt. Er wurde von Stamm zu Stamm gereicht und blieb dreizehn Jahre auf Drogeo als ein geehrter Waffenmeister. 
Die Bewohner von Drogeo werden wie folgt beschrieben::53 r.

„Et dice il paesi essere gran dissimo, e quasi un nuovo mondo, ma gente roza e prima di ogni bene, perche uanno nudi tutti che patiscano freddi crudeli, ne sanno coprirsi delle pelli degli animali, che predeno in caccia non hanno metallo di forte alcuna, uiueno di cacciaggionì, e portano lancie di legno nella punta agguzze, e archi, le corde dei quali sono di pelle di animali sono popoli di gran ferocità, combatte no insieme mortalmente, e si mangiano l´un l´altro […]
Und er sagt, das Land sei sehr groß und beinahe eine neue Welt, doch die Menschen seien roh und vor allem gut, denn sie gingen völlig nackt in der grausamen Kälte und wüssten nicht, wie sie sich mit den Fellen der Tiere bedecken sollten, die sie auf der Jagd erbeuten. Sie ernährten sich von Wild, [doch] hätten sie kein Metall von nennenswerter Härte, sondern trugen an der Spitze geschärfte Holzspeere sowie Bögen, deren Sehnen aus Tierhäuten gefertigt seien. Sie seien ein Volk von großer Wildheit, sie kämpften miteinander auf Leben und Tod und fraßen einander auf […]“

Doch es soll auch zivilisiertere Gegenden auf Drogeo geben. Je weiter man nach Süden kommt, desto angenehmer wird das Klima. Dort finden sich Städte mit Götzentempeln („templi agli idoli“), in denen Menschen geopfert und anschließend gegessen werden. In jenen Regionen kennt man auch Gold und Silber. 
Als eines Tages Schiffe aus Estodiland ankamen, konnte der Fischer fliehen. Er reiste mit ihnen weiter, kam zu Reichtum und kehrte schließlich nach Frisland zurück, um Zichmni von seinen Abenteuern zu berichten.:108 f.:62 f.

## Karten
Die erste Karte, auf der Drogeo eingezeichnet ist, ist die sogenannte „Zeno-Karte“, ursprünglich veröffentlicht im Anhang zu dem 1558 in Venedig erschienenen Buch von Nicolò Zeno (d. J.). Bemerkenswert ist, dass die Insel in der Karte als „Drogeo“ bezeichnet wird, im Text jedoch als „Drogio“. Auf anderen Karten aus der ersten Hälfte des 16. Jahrhunderts, zum Beispiel auf der der Carta marina von Olaus Magnus oder der Caerte van Oostland von Cornelis Anthonisz, die mögliche Vorbilder für die Zeno-Karte waren, ist die Insel Drogeo nicht eingezeichnet. 
Girolamo Ruscelli, Herausgeber von Reise- und Geographieliteratur in Venedig, veröffentlichte eine Version der Zeno-Karte 1561, nur drei Jahre nach ihrer Erstveröffentlichung in Nicoló Zenos Buch. Sie entspricht im Wesentlichen dem Original, ist jedoch reichhaltiger ausgeschmückt.
Auf der Karte der nördlichen Regionen (Septentrionalium Regionum Descrip.) im Ortelius-Atlas (Theatrum Orbis Terrarum) von 1603 ist Drogeo mit der rätselhaften Anmerkung „Drogeo Dus Cirnes Gallis“ eingezeichnet. Die Sprache könnte eine Mischung aus Latein und Französisch sein. „Dus Cirnes“ ist möglicherweise eine Entstellung des französischen „deux cimes“, zwei Gipfel. „Gallis“ ist lateinisch für Gallier oder in Neulatein auch für Franzosen. Demnach wäre es denkbar, dass Drogeo im 16. Jahrhundert französischen Seefahrern als die Insel mit zwei Gipfeln bekannt war.
Spätere Kartenwerke, zum Beispiel Henricus Hondius: America noviter delineata von 1618 oder Melchior Tavernier/Pieter de Bert (Petrus Bertius): Carte de L'Amerique von 1627, zeigen zwar noch die Insel Frisland, jedoch nicht mehr Drogeo.

## Name
Auf alten Kartenwerken wird der Name der Insel unterschiedlich geschrieben: Drogeo, Droceo oder Drogio.  Reinhold Forster gebrauchte sogar die phonetische Schreibweise „Drodschio“. Über die Herkunft und Bedeutung des Namens gibt es unterschiedliche, mehr oder weniger wahrscheinliche Spekulationen:
Der Name könnte abgeleitet sein von der Insel Dragoian (auch Dagroian, Dagoyam, Deragola, Dagrayam, Dagaram u. a.), die im Reisebericht des Venetianers Marco Polo – verfasst Ende des 13. oder Anfang des 14. Jahrhunderts – erwähnt wird. Die Bewohner Dragoians, das nach Marco Polo eines der vier Königreiche der Insel Sumatra sein soll, seien Kannibalen. Wenn einer erkrankt, so erzählt Marco Polo, wird ein Magier gerufen, der die Zukunft des Kranken deutet. Verkündet der Wahrsager den baldigen Tod, wird der Patient erstickt, in Stücke zerteilt, gekocht und von den Angehörigen verzehrt.
Eine andere, eher abwegige Deutung ist die Ableitung des Namens von Boca del Dragón, einer Meerenge in der Karibischen See zwischen der Halbinsel Paria in Venezuela und der Nordküste der Insel Trinidad. In der Meerenge liegt eine Inselgruppe, die Bocas Islands.:124
Eine weitere Vermutung stammt von dem US-amerikanischen Journalisten und Schriftsteller William Henry Babcock (1849–1922):

„Perhaps the  best guess we can make would point to the Italian words "deroga" or "derogare" as supplying in disparagement a form afterward contracted to Drogeo; for the latter island, lower in latitude and elevation, was also, according to the narrative, inferior in the status of its population and might well be spoken of derogatively. We have seen that a fairly high culture is imputed to Estotiland; whereas the natives of Drogeo were sunk in mere cannibal savagery.
Vielleicht die beste Vermutung, die wir treffen können, würde als eine Verunglimpfung auf die italienischen Wörter „deroga“ [Abweichung, Ausnahme] oder „derogare“ [abweichen, aufheben] hinweisen, später verkürzt zu Drogeo, weil letztere Insel, auf einem niedrigeren Breitengrad und geringer in der Höhe, der Erzählung zufolge auch einen minderwertigeren Bevölkerungsstatus hatte. Und [das] könnte durchaus abwertend gemeint sein. Wir haben gesehen, dass Estotiland eine relativ hohe Kultur unterstellt wird, während die Eingeborenen von Drogeo in bloßer kannibalischer Wildheit versunken waren.“

## Fazit
Für die Geografen des 16. Jahrhunderts waren die Inseln auf Zenos Karte real. Sie erschienen auf mehreren nachfolgenden Karten. Der englische Mathematiker, Astronom und Geograph John Dee hielt die Zeno-Karte sogar für so zuverlässig, dass er Königin Elisabeth I. den royalen Anspruch auf Grönland, Estodiland und Frisland verkündete.
Der Wahrheitsgehalt von Nicolo Zenos Buch und der Karte ist spätestens seit dem 19. Jahrhundert umstritten. Als einer von vielen Skeptikern sei hier der britische Historiker, Sammler und Rechtsanwalt Frederic W. Lucas (1842–1932) erwähnt, der sich intensiv mit der Zeno-Karte beschäftigt hat. Er wählt deutliche Worte:

„Yet, within fifty years of the publication of these documents, practical mariners had proved that the map was (to say the least), largely incorrect; while, later, it was discovered that both the book and map contained matter which was, partly, untrue and misleading (whether intentionally or not), and partly inexplicable. We are now in a position to convict Nicoló Zeno, the younger, on new and what appears to be clear evidence, of the perpetration of a contemptible literary fraud – one of the most successful and obnoxious on record.
Doch innerhalb von fünfzig Jahren nach der Veröffentlichung dieser Dokumente hatten praktische Seefahrer bewiesen, dass die Karte (gelinde gesagt) größtenteils unrichtig war. Später stellte sich heraus, dass sowohl das Buch als auch die Karte teilweise unwahre und irreführende (ob absichtlich oder nicht) und teilweise unerklärliche Angaben enthielten. Wir sind nun in der Lage, Nicolo Zeno, den Jüngeren, aufgrund neuer und scheinbar eindeutiger Beweise der Begehung eines verachtenswerten literarischen Betrugs zu überführen – eines der erfolgreichsten und abscheulichsten, die je verzeichnet wurden.“

Anders der britische Geograf Richard Henry Major. Er hält Nicolò Zenos Buch und Karte für grundsätzlich zuverlässig. Für einige Ungereimtheiten hat er durchaus Verständnis, denn „man kann von dieser Briefkorrespondenz kaum erwarten, die strenge Akkuratesse der Historie zu verkörpern“ (that epistolary correspondence can scarcely be expected to embody the severe accuracy of history).
Doch Zweifel an Zenos Karte und Buch haben Historiker und Autoren nicht davon abgehalten, Spekulationen darüber anzustellen, welche Insel oder welches Land mit Drogeo identisch sein könnte. Der Philosoph und Historiker John Fiske behauptet in seinem Buch The Discovery of America (Die Entdeckung Amerikas), die Beschreibung der „Insel Drogeo“ als ein „riesiges Land, eine neue Welt“, lege nahe, sie mit dem nordamerikanischen Festland zu identifizieren. Diese Vermutung lässt sich durchaus mit Zenos Buch und Karte in Einklang bringen. Im Buchtext verwendet Nicoló Zeno (d. J.) den Begriff „paese“ = Land oder Ort für Drogeo und nicht „isola“ = Insel. Auch aus seiner Karte geht nicht eindeutig hervor, ob Drogeo eine Insel ist oder Teil eines Kontinentes, eventuell eine Halbinsel. Erst im Atlas von Ortelius – und allen nachfolgenden Kartenwerken – ist Drogeo unmissverständlich als Insel eingezeichnet.
Heute neigt man eher dazu, Nicoló Zenos Werk als eine phantasievolle Geschichte zu interpretieren, die jedoch in einigen Details auf früheren Berichten und Karten von tatsächlich stattgefundenen Reisen beruht. Nicoló Zeno, der Ältere, dürfte tatsächlich eine Reise in den Nordatlantik unternommen haben. Wahrscheinlich kam er bis zu den Färöerinseln, vermutlich das Frisland in der Zeno-Karte. Die anderen eingezeichneten Inseln, darunter auch Drogeo, dürften dann den Shetland- oder Orkneyinseln entsprechen.:120